# Кабуга, Фелисьен
Фелисье́н Кабу́га (руанда и фр. Félicien Kabuga; род. 1 марта 1933) — руандийский предприниматель, обвиняемый в участии и финансировании геноцида в Руанде в 1994 году. Тогда было убито, по разным данным, от 500 000 до 1 000 000 человек. Был объявлен в розыск Международным трибуналом по Руанде за преступления против человечности и геноцид. Арестован 16 мая 2020 года.

## Биография

### Ранняя жизнь
Родился в руандийском селении Мунига. Нажил богатство, владея несколькими чайными плантациями. С юности был связан с экстремистами хуту.

### Участие в геноциде
Поддерживал экстремистов хуту, вооружая своих сторонников мачете (только в 1993 году закупил полмиллиона мачете), мотыгами и предоставлял транспорт. Также владел радиостанцией «Свободное радио и телевидение тысячи холмов», которая стала рупором пропаганды разжигания межнациональной розни и впоследствии сыграла одну из ключевых ролей в геноциде в Руанде.

### Обвинения
1 октября 2004 года решением Международного трибунала по Руанде Фелисьен Кабуга был обвинён в следующем:
- Заговор с целью совершения геноцида.
- Геноцид.
- Соучастие в геноциде.
- Прямое и публичное подстрекательство к совершению геноцида.
- Преступление против человечности.

### Жизнь в бегах
В июне 1994 года Кабуга, как и сотни тысяч других представителей хуту, опасавшихся расправ со стороны Руандийского патриотического фронта, бежал в Заир, до этого безуспешно пытаясь въехать в Швейцарию. По некоторым сведениям, проживал в столице Кении Найроби, где продолжал заниматься бизнесом, однако власти страны эту информации опровергали.

### Арест
16 мая 2020 года был арестован в Аньер-сюр-Сене, недалеко от Парижа, после 25 лет нахождения в бегах. Французские власти выразили желание, чтобы его судили за преступления против человечности, совершённые против народа Руанды. Он был арестован французской полицией в результате совместного расследования с МОМУТ.

### Суд
В сентябре 2022 года в Международном остаточном механизме для уголовных трибуналов начался судебный процесс над Кабугой.
В марте 2023 года судебный процесс над Кабугой был приостановлен для оценки утверждений его адвокатов о том, что он страдал слабоумием и не был психически дееспособен, чтобы предстать перед судом. Суд объявил, что получил независимое медицинское заключение о психическом здоровье Кабуги и в ближайшие недели проведёт дополнительные слушания. Несколько психиатров впоследствии показали, что Кабуга страдает как сосудистой деменцией, так и болезнью Альцгеймера и не может предстать перед судом. 7 июня 2023 года судьи суда ООН по военным преступлениям в Гааге постановили, что Кабуга не может предстать перед судом. По мнению судей, Кабуга «больше не мог полноценно участвовать в судебном процессе». Это основано на его медицинских записях и отчётах персонала, который заботился о нём. Суд предложил судьям принять альтернативную процедуру, максимально похожую на судебный процесс, но без возможности вынесения обвинительного приговора.